# Integralexponentialfunktion

Darstellung der Funktionen

Darstellung der Funktionen

Darstellung der Funktionen

Darstellung der Funktionen

In der Mathematik ist die Integralexponentialfunktion beziehungsweise das Exponentialintegral eine nicht-elementare infinitesimalanalytische Funktion. Die Ableitung der Integralexponentialfunktion ist die Kardinalische Exponentialkehrwertfunktion und somit sehr wohl elementar darstellbar. Das Exponentialintegral beschreibt die Stammfunktionen von Produkten aus Exponentialfunktionen und gebrochen rationalen Funktionen sowie die Stammfunktionen aus den Kehrwerten einiger Logarithmusfunktionen.

## Definition
Das Exponentialintegral {\displaystyle \operatorname {Ei} (x)} ist über folgende Formel definiert:
{\displaystyle \operatorname {Ei} (x)=\int _{-\infty }^{x}{\frac {e^{t}}{t}}\,\mathrm {d} t=-\int _{-x}^{\infty }{\frac {e^{-t}}{t}}\,\mathrm {d} t}
Da {\displaystyle {\tfrac {1}{t}}} bei {\displaystyle t=0} divergiert, ist das obige Integral für {\displaystyle x>0} als cauchyscher Hauptwert zu verstehen.
Die Integralexponentialfunktion hat die Reihendarstellung
{\displaystyle \operatorname {Ei} (x)=\gamma +\ln \left|x\right|+\sum _{k=1}^{\infty }{\frac {x^{k}}{k!\cdot k}}\ ,}
wobei {\displaystyle \ln } der natürliche Logarithmus und {\displaystyle \gamma } die Euler-Mascheroni-Konstante ist.
Die Integralexponentialfunktion ist eng mit dem Integrallogarithmus {\displaystyle \operatorname {li} (x)} verwandt,
es gilt
{\displaystyle \operatorname {li} (x)=\operatorname {Ei} (\ln x)\quad 0<x\neq 1.}

## Abgewandelte Integralexponentialfunktionen
Ebenfalls eng verwandt ist eine Funktion, die über einen anderen Integrationsbereich integriert:
{\displaystyle \operatorname {E} _{1}(x)=\exp(-x)\int _{0}^{\infty }{\frac {\exp(-tx)}{t+1}}\,\mathrm {d} t=\int _{1}^{\infty }{\frac {e^{-tx}}{t}}\,\mathrm {d} t=\int _{x}^{\infty }{\frac {e^{-t}}{t}}\,\mathrm {d} t}
Diese Funktion kann als Erweiterung der Integralexponentialfunktion auf negative reelle Werte aufgefasst werden, da
{\displaystyle \operatorname {Ei} (-x)=-\operatorname {E} _{1}(x).}
Die Funktion {\displaystyle \operatorname {Ein} (x)} ist eine ganze Funktion und ist mit dem standardisierten Exponentialintegral sehr eng verwandt:
{\displaystyle \operatorname {Ein} (x)=\int _{0}^{1}{\frac {1}{t}}{\bigl [}1-\exp(-tx){\bigr ]}\,\mathrm {d} t=\int _{0}^{x}{\frac {1-e^{-t}}{t}}\,\mathrm {d} t}
{\displaystyle \operatorname {Ein} (x)=\sum _{n=1}^{\infty }{\biggl [}{\frac {x^{2n-1}}{(2n-1)!(2n-1)}}-{\frac {x^{2n}}{(2n)!(2n)}}{\biggr ]}=\sum _{k=1}^{\infty }{\frac {(-1)^{k+1}x^{k}}{k!k}}}
Zwischen der soeben genannten ganzen Funktion und den vorher genannten Exponentialintegralausdrücken gelten diese Beziehungen:
{\displaystyle \operatorname {Ei} (x)=\gamma +\ln |x|-\operatorname {Ein} (-x)}
{\displaystyle \operatorname {E} _{1}(x)=-\gamma -\ln |x|+\operatorname {Ein} (x)}
Die Integralexponentialfunktion ist ein Spezialfall der unvollständigen Gammafunktion:
{\displaystyle E_{n}(x)=x^{n-1}\Gamma (1-n,x).}
Sie kann auch mit der nun folgenden Ausdrucksform verallgemeinert werden:
{\displaystyle E_{n}(x)=\int _{1}^{\infty }{\frac {e^{-xt}}{t^{n}}}\,\mathrm {d} t\quad \Re (x)>0}

## Integralhyperbelfunktionen
Durch arithmetische Mittelungen aus den Exponentialintegralausdrücken werden die Integralhyperbelfunktionen {\displaystyle \operatorname {Shi} (x)} und {\displaystyle \operatorname {Chi} (x)} gebildet:
{\displaystyle \operatorname {Shi} (x)={\frac {1}{2}}\operatorname {Ein} (x)-{\frac {1}{2}}\operatorname {Ein} (-x)}
{\displaystyle \operatorname {Chi} (x)={\frac {1}{2}}\operatorname {Ei} (x)+{\frac {1}{2}}\operatorname {Ei} (-x)}
{\displaystyle \operatorname {Chi} (x)=\gamma +\ln |x|-{\frac {1}{2}}\operatorname {Ein} (x)-{\frac {1}{2}}\operatorname {Ein} (-x)}
So lauten ihre Integraldefinitionen:
{\displaystyle \operatorname {Shi} (x)=\int _{0}^{1}{\frac {\sinh(tx)}{t}}\,\mathrm {d} t=\int _{0}^{x}{\frac {\sinh(t)}{t}}\,\mathrm {d} t}
{\displaystyle \operatorname {Chi} (x)=\gamma +\ln |x|+\int _{0}^{1}{\frac {\cosh(tx)-1}{t}}\,\mathrm {d} t=}
{\displaystyle =\gamma +\ln |x|+\int _{0}^{x}{\frac {\cosh(t)-1}{t}}\,\mathrm {d} t}